# Bahnstrecke Casalecchio–Vignola
| Kursbuchstrecke (IT): | 442                  |                              |                              |
| Streckenlänge: | 24 km                |                              |                              |
| Spurweite: | 1435 mm (Normalspur) |                              |                              |
| Stromsystem: | 3 kV =               |                              |                              |
| |                      |                              |                              |
| \| \| \| von Bologna \| \| \| \| \| Casalecchio di Reno \| \| \| \| 0 \| Casalecchio Garibaldi (RFI) \| Casalecchio Garibaldi (RFI) \| \| \| \| nach Pistoia \| \| \| \| \| \| \| \| \| 1 \| Ceretolo \| Ceretolo \| \| \| \| A 1 \| \| \| \| 2 \| Casalecchio Palasport \| Casalecchio Palasport \| \| \| 3 \| Riale \| Riale \| \| \| 4 \| Pilastrino \| Pilastrino \| \| \| 5 \| Zola Municipio \| Zola Municipio \| \| \| \| Zola Chiesa \| \| \| \| 7 \| Ponte Ronca \| Ponte Ronca \| \| \| \| Chiesa Nuova \| \| \| \| 9 \| Via Lunga \| Via Lunga \| \| \| 13 \| Crespellano \| Crespellano \| \| \| 14 \| Muffa \| Muffa \| \| \| \| Torrente Samoggia \| \| \| \| 17 \| Bazzano von Spilamberto \| Bazzano von Spilamberto \| \| \| \| Provinzgrenze Bologna–Modena \| \| \| \| 20 \| Savignano Mulino \| Savignano Mulino \| \| \| 21 \| Savignano Comune \| Savignano Comune \| \| \| \| Fiume Panaro \| \| \| \| \| von Modena \| \| \| \| 24 \| Vignola \| Vignola \| |                      |                              |                              |
| Strecke |                      | von Bologna                  | von Bologna                  |
| Strecke · Kopfbahnhof Streckenanfang (Strecke außer Betrieb) |                      | Casalecchio di Reno          | Casalecchio di Reno          |
| Bahnhof · Abzweig geradeaus und nach links (Strecke außer Betrieb) | 0                    | Casalecchio Garibaldi (RFI)  | Casalecchio Garibaldi (RFI)  |
| Abzweig geradeaus, nach links und von links · Kreuzung geradeaus oben (Strecke geradeaus außer Betrieb) |                      | nach Pistoia                 | nach Pistoia                 |
| Strecke nach links · Abzweig ehemals geradeaus und von rechts |                      |                              |                              |
| Haltepunkt / Haltestelle | 1                    | Ceretolo                     | Ceretolo                     |
| Brücke |                      | A 1                          | A 1                          |
| Haltepunkt / Haltestelle | 2                    | Casalecchio Palasport        | Casalecchio Palasport        |
| Haltepunkt / Haltestelle | 3                    | Riale                        | Riale                        |
| Haltepunkt / Haltestelle | 4                    | Pilastrino                   | Pilastrino                   |
| Bahnhof | 5                    | Zola Municipio               | Zola Municipio               |
| ehemaliger Haltepunkt / Haltestelle |                      | Zola Chiesa                  | Zola Chiesa                  |
| Haltepunkt / Haltestelle | 7                    | Ponte Ronca                  | Ponte Ronca                  |
| ehemaliger Haltepunkt / Haltestelle |                      | Chiesa Nuova                 | Chiesa Nuova                 |
| Bahnhof | 9                    | Via Lunga                    | Via Lunga                    |
| Bahnhof | 13                   | Crespellano                  | Crespellano                  |
| Haltepunkt / Haltestelle | 14                   | Muffa                        | Muffa                        |
| Brücke über Wasserlauf |                      | Torrente Samoggia            | Torrente Samoggia            |
| Kopfbahnhof Streckenende und quer (Strecke außer Betrieb) · Bahnhof | 17                   | Bazzano von Spilamberto      | Bazzano von Spilamberto      |
| Grenze |                      | Provinzgrenze Bologna–Modena | Provinzgrenze Bologna–Modena |
| Bahnhof | 20                   | Savignano Mulino             | Savignano Mulino             |
| Haltepunkt / Haltestelle | 21                   | Savignano Comune             | Savignano Comune             |
| Brücke über Wasserlauf |                      | Fiume Panaro                 | Fiume Panaro                 |
| Strecke von rechts (außer Betrieb) · Strecke |                      | von Modena                   | von Modena                   |
| Kopfbahnhof Streckenende (Strecke außer Betrieb) · Kopfbahnhof Streckenende | 24                   | Vignola                      | Vignola                      |

Die Bahnstrecke Casalecchio–Vignola wurde bereits 1882 eröffnet und war die erste außerstädtische Dampfstraßenbahn in der Provinz Bologna, die die Innenstadt von Bologna mit der Stadt Vignola in der Provinz Modena noch heute verbindet. Seit ihrer Herkunft war es sowohl für den Güter- als auch für den Passagierentransport sehr wichtig. 
Insbesondere die Strecke von Bologna nach Casalecchio di Reno war schon Ende des 19. Jahrhunderts für den Stadtverkehr überaus bedeutend. 
Heute wird die Strecke von den Ferrovie Emilia Romagna betrieben.

## Geschichte

### Ursprung
Die Linie wurde am 5. April 1883 eingeweiht und die erste Strecke verlief zwischen der Piazza Malpighi in der Innenstadt Bolognas und dem Meloncello (dem Einfallstor des zehn Kilometer langen Laubengangs zur Wallfahrtskirche Santuario della Madonna di San Luca). Bis 5. Juni 1883 wurde die Strecke bis Casalecchio di Reno verlängert. Am 9. Dezember 1883 erreichte die Strecke Bazzano und die Verlängerung bis Vignola konnte erst am 28. April 1886 umgesetzt werden, gerade weil die Provinz Modena die Genehmigung zum Bau der Straßenbahn weigerte. Der wichtigste Güterbahnhof war Casalecchio Garibaldi, ein Kreuzungsbahnhof zwischen der Porrettanabahn und der Suburbana. Hier wurden die Frachten für die vielen Industrieanlagen des durch die Bahn befahrenen Gebiets umschlagen.

### Anfang 20. Jahrhundert
Die Straßenbahn, bis damals Vermögen der Gesellschaft Anonima Ferrotramviaria dell’Emilia mit Sitz in Bologna, wurde von der Privatgesellschaft Rotondi-Almagià übernommen und dann 1905 von der belgischen Firma Les Tramways de Bologne, die schon seit 1904 die elektrischen Straßenbahnen der Stadt betrieb. Am 1. Mai 1907 elektrifizierte die belgische Gesellschaft die Bahnstrecke Bologna Piazza Malpighi–Casalecchio. Die Spannung betrug ungefähr 600 Volt mit der damals merkwürdigen Verwendung von elektrischen Antriebwagen.

### Zwischen den Weltkriegen
Nach dem Ersten Weltkrieg erwarb die Gemeinde Bologna die gesamte Linie von der Gesellschaft Les Tramways de Bologne, um im Jahre 1927 die gesamte Bahnstrecke zwischen Vignola und Bologna auszubauen. Arbeiten für einen neuen Abzweig rund um den Ort Casalecchio im Jahre 1931 begonnen und ein neuer Bahnhof mit neuen Frachtlagern wurde am 28. Oktober 1938 eingeweiht.

### Zweiter Weltkrieg
Während des Zweiten Weltkrieges erlitt die Eisenbahn nach Vignola große Schäden. Am 14. Oktober 1944 bombardierten die Alliierten die Bahnstrecke und der Dienst musste eingestellt werden. Der Durchbruch der nahen Gotenstellung bewog die deutschen Truppen, die Gleise zu untergraben, während das gesamte Rollmaterial nach Deutschland gebracht wurde. Viele Bürger benutzten vor allem im Winter 1944/1945 die Holzschwellen der Bahn zum Heizen. Die Alliierten, die das Gebiet am 20. April 1945 belagerten, konfiszierten die gesamte Bahnstrecke.

### Nachkriegszeit
Im August 1946 wurde der Wiederaufbau beschlossen. Es gab jedoch keine Einigung darüber, wie dies zu durchzuführen sei. Der Bürgermeister von Bologna, Giuseppe Dozza, bestand darauf, man müsse das Straßenbahnnetz von der Stadt bis Bazzano wieder in Stand setzen, um den Passagierverkehr verstärkt zu fördern. Das Gewerbegebiet forderte nämlich auch erneut einen Gütertransport. Die nach Deutschland abgeschleppten Fahrzeuge waren noch nicht zurückgekehrt. Die Strecke zwischen Casalecchio di Reno und Savignano sul Panaro wurde erst im Oktober 1950 wieder in Stand gesetzt. In der Zeit des Wiederaufbaus verband eine Buslinie Bologna mit Vignola. Schließlich wurde im Jahre 1955 die Brücke auf dem Panaro wiederaufgebaut und die Züge konnten wieder Vignola erreichen. In den sechziger Jahren wurde die Strecke zwischen Bologna Piazza Malpighi und Casalecchio eingestellt. Erst nach vielen Jahren in denen nur sporadisch Güterwagen überstellt wurden, begann in den neunziger Jahren konkret der Wiederaufbau. Heute verkehren wieder planmäßig Züge zwischen Vignola und dem Hauptbahnhof Bologna Centrale. Vom Hauptbahnhof bis zum neu gebauten Abzweigebahnhof Casalecchio Garibaldi wird die Porrettana-Strecke der Staatsbahn befahren. Mittelfristig soll diese Strecke in ein Vorortbahnsystem um Bologna integriert werden.